# Henauer Urkunde
In der Henauer Urkunde vom 6. August 754 wurden die Ostschweizer Ortschaften Henau (lateinisch Aninauva, Ortsteil der Gemeinde Uzwil), Wil SG (oder Wilen TG), Rickenbach TG und Züberwangen erstmals erwähnt.
In der besagten Urkunde vermachte ein Rotphald seine Besitztümer dem Kloster St. Gallen. Er wollte dadurch sicherstellen, dass seine Seele in den Himmel kommt.

## Geschichte
Die Urkunde lag vor der Reformation im Kloster St. Gallen. Anlässlich der Reformation wurde das Kloster von der Stadtbevölkerung geplündert. Alles, was noch nicht geplündert wurde, wurde in Sicherheit gebracht. Dazu gehörte auch die Henauer Urkunde. Der St. Galler Bürgermeister und Reformator Joachim Vadian kam so in den Besitz der Urkunde. Nach seinem Tod gelangte die Urkunde über diverse Besitzer schliesslich 1624 nach Bremen, wo die Urkunden zur Sicherheit vor der Vernichtung im Dreissigjährigen Krieg gebracht wurden. Dort blieben diese bis nach dem Zweiten Weltkrieg.
Auf Gesuch der St. Galler Kantonsregierung gelangte die Henauer Urkunde 1948, zusammen mit 51 weiteren Schriftakten (v. a. Briefe von den Reformatoren Vadian und Zwingli) nach 15-monatigen Verhandlungen mit den Bremer Behörden wieder zurück.
Da die Schweiz während des Krieges Bremen viel geholfen hat, wurden die historischen Briefe unter der Bestätigung der amerikanischen Militärregierung sowie des alliierten Kontrollrats dem Kanton St. Gallen als Leihgabe für eine Dauer von 99 Jahren übergeben.
Im Jahre 2045 sollen die Schriftstücke, darunter auch die Henauer Urkunde, Eigentum des Kantons St. Gallen werden.

## Wortlaut der Henauer Urkunde
aus dem Lateinischen:

„IM HEILIGEN HERRN CHRISTUS:
dem ehrwürdigen Manne, Vater Othmar, Abt im Thurgau, des heiligen Klosters St. Gallen. Ich, Rothpald, - wir schenken an Euer Kloster zum Lohn für meine Seele meine Vermögensstücklein: Ihr sollt sie nach meinem Hinschied erhalten;
ich gebe Euch, und will haben, dass es Euch auf immerdar geschenkt sei, das ist: im Gaue Thurgau, im Dorfe, welches Rickenbach heisst, und in Wila1 und in Züberwangen, und in Oberwangen, und in Dussnang, und in Schlatt, und in Puzzinberch, und in Wenzikon;
was ich in diesen Dörfern nach jedermanns Kunde besitze, an Vieh, an Eigenleuten, Häusern, Hütten, Feldern, Wiesen, Wäldern, Wassern, und Wasserläufen;
das übergebe ich Euch mit heutigem Tage ganz und gar;
ebenso meinen Knecht namens Nandeng und dessen Gattin Bruna, mitsamt seiner Hube und allem, womit sie ausgestattet sind;
und auch meinen anderen Knecht names Wolfhar mit dessen Gattin Atane, samt seiner Hube und allem, womit er ausgestattet ist;
und für diese Dinge will ich jährlich zudienen: 30 Eimer Bier, 40 Brote, 1 Frischling im Werte von einer Tremisse, und 30 Oblaten;
und will auch jährlich zwei Jucharten pflügen und abernten und einbringen; und wo nötig Botendienste tun.
Und falls mein Kind es ebenfalls zudienen will, soll es dies behalten, wie oben vermerkt; und wenn es das zu leisten ablehnt, soll's auch keine Gewalt über die Güter haben.
Diese meine Vermögensstücklein übergebe ich Euch an Euer Kloster für die Zeit nach meinem Tod und übertrage sie an Euere Herrschaft, sodass am Teile des Klosters in allweg freie und denkbar sichere Macht im Namen Gottes stehe, daraus zu machen, was man immer will.
Wenn sich jemand, ich oder meine Erben oder irgend ein Widersacher findet, der gegen diese Schenkung anzugehen versuchen möchte, dann soll er dem Teile, der dabei bleibt, doppelte Rückerstattung geben, und der königlichen Kammer zwei Pfund Gold und zwei Pfund Silber erlegen; und vorliegende Schenkung soll trotzdem allezeit fest und sicher bleiben, samt der damit verbundenen Auflage.
Öffentlich geschehen im Dorf Henau.
- Zeichen des Rothpald, der darum ersuchte, diese Schenkungsurkunde auszustellen
- des Zeugen Sichar
- des Zeugen Bertcauz
- des Zeugen Puopo
- des Zeugen Wogolgar
- des Zeugen Aribald
- des Zeugen Rathcauz

Ich Liufret (Leutfrid), der Priester, habe es geschrieben und unterschrieben.
Ich verzeichnete den Dienstag, den 8. Tag vor den Iden (Monatsmitte) des August, im dritten Jahre der Regierung unseres Herrn Königs Pippin, unter dem Grafen Warin.“

1 Um die Frage ob mit "Wila" das heutige Wil SG oder Wilen TG gemeint ist, gibt es eine Kontroverse. Nach Einschätzung zweier Sprachwissenschaftler, des früheren Stiftsarchivars Paul Staerkle und dem Historiker Otto P. Clavadetscher, handelt es sich bei Wila höchstwahrscheinlich um Wil SG. 